# Liste des préfets de l'Indre

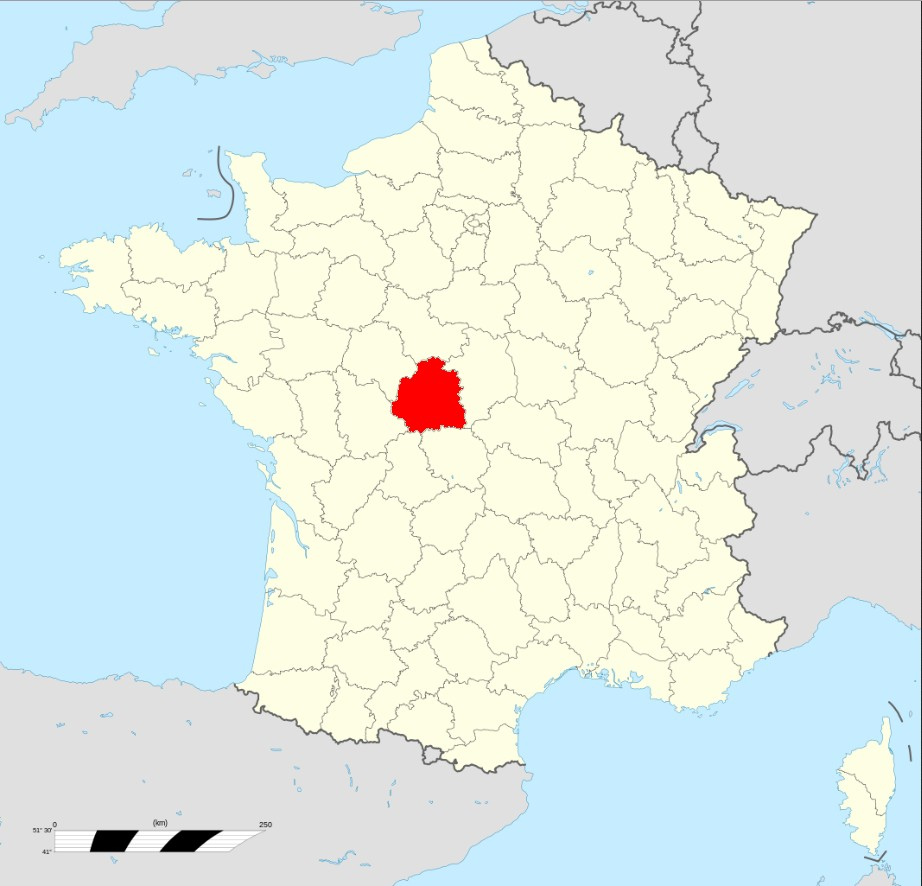
Le département de l'Indre en France.

Liste des préfets du département de l’Indre depuis la création du poste de préfet en 1800. Le siège de la préfecture est à Châteauroux.

## Liste des préfets

### Consulat et Premier Empire (1800-1815)
| Période    | Période       | Identité                            | Fonction précédente                        | Observation |
| ---------- | ------------- | ----------------------------------- | ------------------------------------------ | ----------- |
| avril 1800 |               | François Jean-Baptiste d'Alphonse   | Conseiller de préfecture dans              |             |
| juin 1804  | novembre 1814 | Auguste Prouveur de Pont de Grouard | Sous-préfet de l'arrondissement de Cambrai |             |
| mars 1815  | avril 1815    | Auguste Prouveur de Pont de Grouard |                                            |             |
| avril 1815 | août 1815     | Claude-Joseph Mallarmé              |                                            |             |

### Restaurations (1814-1815 et 1815-1830)
| Période       | Période      | Identité                         | Fonction précédente                          | Observation                                                 |
| ------------- | ------------ | -------------------------------- | -------------------------------------------- | ----------------------------------------------------------- |
| novembre 1814 | avril 1815   | Jean-Gabriel Dessolle            | Conseiller de préfecture de la Haute-Garonne | Se retire au Cent-Jours, se réinstalle après les Cent-Jours |
| août 1815     | février 1817 | Jean-Gabriel Dessolle            |                                              | Nommé préfet des Basses-Pyrénées                            |
| février 1817  |              | Anne-Félix Brochet de Vérigny    |                                              |                                                             |
| juillet 1820  |              | Fortunat J.-M. de Milon de Mesne |                                              |                                                             |
| janvier 1823  |              | Antoine Édouard Herman           |                                              |                                                             |
| août 1823     |              | François Jacques Locard          | préfet de la Vienne                          |                                                             |
| novembre 1828 |              | Alexandre Gassot de Fussy        |                                              |                                                             |

### Monarchie de Juillet (1830-1848)
| Période       | Période | Identité                                           | Fonction précédente | Observation               |
| ------------- | ------- | -------------------------------------------------- | ------------------- | ------------------------- |
| novembre 1830 | 1835    | Marc Numa Alexandre Meinadier                      |                     |                           |
| janvier 1836  | 1837    | Léonce Henry Vallet de Villeneuve                  |                     |                           |
| août 1837     | 1839    | Alphonse L’Homme de la Pinsonnière de Freulleville |                     |                           |
| août 1839     | 1842    | Louis Pierre Adrien Bonnet                         | préfet de l'Ain     | nommé préfet de la Manche |
| novembre 1842 | 1847    | Ferdinand Leroy                                    |                     |                           |
| août 1847     | 1848    | Jean-Baptiste Dubessey                             |                     |                           |

### Deuxième République (1848-1852)
| Période      | Période         | Identité         | Fonction précédente  | Observation                                              |
| ------------ | --------------- | ---------------- | -------------------- | -------------------------------------------------------- |
| 2 mars 1848  | 3 mai 1848      | Alphonse Fleury  | Juriste, journaliste | commissaire du gouvernement élu député à la Constituante |
| mai 1848     |                 | Ernest Périgois  |                      | commissaire du gouvernement                              |
| 12 mai 1848  | 15 juillet 1848 | Marc Dufraisse   | Avocat               | Député de la Dordogne                                    |
| juillet 1848 | 1851            | Jules Chevillard |                      |                                                          |

### Second Empire(1852-1870)
| Période       | Période        | Identité                                  | Fonction précédente     | Observation                 |
| ------------- | -------------- | ----------------------------------------- | ----------------------- | --------------------------- |
| décembre 1851 | décembre 1851  | Pierre Alexandre Leroy de Boisaumarié     |                         | commissaire extraordinaire  |
| décembre 1851 | 1852           | Léon Berger                               |                         | fils de Jean-Jacques Berger |
| novembre 1852 | 1855           | Eugène Loyer                              |                         |                             |
| avril 1855    | 1859           | Louis-Alexandre-Henry Grossin de Bouville | Préfet des Basses-Alpes | nommé préfet de la Manche   |
| juillet 1859  | 1860           | Gustave Ségaud                            |                         |                             |
| janvier 1860  | 1862           | Hippolyte Sohier                          |                         |                             |
| mai 1862      | 1869           | Abel de Laire                             |                         |                             |
| novembre 1869 | septembre 1870 | Théodore Michon de Vougy                  |                         |                             |

### Troisième République (1870-1940)
| Période           | Période           | Identité                          | Fonction précédente                                                                           | Observation                                                                                          |
| ----------------- | ----------------- | --------------------------------- | --------------------------------------------------------------------------------------------- | --- |
| 6 septembre 1870  | 11 novembre 1870  | Charles Bigot                     | Rédacteur du Gard républicain                                                                 | Redevient journaliste                                                                                |
| 11 novembre 1870  | 11 novembre 1871  | Jean Cantonnet                    | Chargé des fonctions d'administrateur provisoire de l'Allier                                  | Nommé préfet des Pyrénées-Orientales                                                                 |
| novembre 1871     | 1873              | Etienne-Jules Gigault de Crisenoy |                                                                                               | Nommé préfet de l'Aisne puis de Seine-et-Oise                                                        |
| 26 mai 1873       | 15 octobre 1875   | Edmond Decazes                    | Sous-préfet provisoire de Fontainebleau                                                       | Nommé préfet de la Haute-Marne                                                                       |
| 15 octobre 1875   | 21 mars 1876      | Nicolas Sazerac de Forge          | Préfet de la Nièvre                                                                           | Nommé préfet du Loiret                                                                               |
| 21 mars 1876      | 18 avril 1877     | Georges Patinot                   | Chef de cabinet du préfet de police de Paris                                                  | Nommé préfet de Loir-et-Cher                                                                         |
| 18 avril 1877     | 19 mai 1877       | Marie Joseph Picquet-Damesme      | Préfet de Loir-et-Cher                                                                        | Nommé Préfet du Cantal                                                                               |
| mai 1877          | 1877              | Paul Bourdier                     |                                                                                               | |
| 18 décembre 1877  | 3 septembre 1879  | Louis Albert Delasalle            | Lieutenant de vaisseau                                                                        | Nommé préfet de la Corse                                                                             |
| 3 septembre 1879  | 17 novembre 1880  | Eugène Danican-Philidor           | Secrétaire général du Nord                                                                    | Nommé préfet des Basses-Pyrénées                                                                     |
| 17 novembre 1880  | 23 novembre 1880  | Gustave Le Mallier                | Sous-préfet de Fontainebleau                                                                  | Nommé sans suite; il est nommé préfet de l'Allier 1 semaine plus tard.                               |
| 23 novembre 1880  | 28 février 1882   | Victor Proudhon                   | Sous-préfet de Saint-Dié. Nommé Préfet de l'Allier pour 1 semaine le 17 novembre 1880.        | Nommé préfet de la Meuse                                                                             |
| 28 février 1882   | 29 novembre 1883  | Jean Reboul                       | Préfet de l'Orne                                                                              | Nommé préfet du Finistère                                                                            |
| 29 novembre 1883  | 6 janvier 1885    | Valentin Peaudecerf               | Secrétaire général du Cher                                                                    | Démission, élu Sénateur du Cher                                                                      |
| 19 janvier 1885   | 11 novembre 1886  | Louis Lépine                      | Sous-préfet de Fontainebleau                                                                  | Nommé secrétaire général de la préfecture de police                                                  |
| 11 novembre 1886  | 20 juin 1888      | André Lauranceau                  | Sous-préfet de Brest                                                                          | Nommé secrétaire général de la Seine                                                                 |
| 20 juin 1888      | 1er décembre 1888 | Gabriel Alapetite                 | Secrétaire général du Rhône pour l'administrateur                                             | Nommé préfet de la Sarthe                                                                            |
| 1er décembre 1888 | 24 mai 1889       | Jacques Patault                   | Préfet de la Sarthe                                                                           | Devient Trésorier-Payeur-Général des Pyrénées-Orientales                                             |
| 24 mai 1889       | 12 juillet 1893   | Ferdinand Juillet-Saint-Lager     | Sous-préfet de Meaux                                                                          | Nommé préfet de la Vienne                                                                            |
| 11 juillet 1893   | 18 mars 1895      | Félix Cassagneau                  | Secrétaire général de la Haute-Garonne                                                        | Nommé préfet du Jura                                                                                 |
| 18 mars 1895      | 18 octobre 1898   | Gaston Lem                        | Sous-préfet de Saint-Omer                                                                     | Nommé préfet de la Manche                                                                            |
| 18 octobre 1898   | 31 août 1907      | Louis Liégey                      | Trésorier-Payeur-Général de l'Ardèche                                                         | Devient inspecteur général des services administratifs                                               |
| 31 août 1907      | 22 novembre 1910  | Alfred Morain                     | Sous-préfet de Douai                                                                          | Nommé préfet de la Haute-Vienne                                                                      |
| 22 novembre 1910  | 7 juillet 1914    | César Urbain Vitry                | Administrateur du Territoire de Belfort                                                       | Nommé préfet du Loiret                                                                               |
| 7 juillet 1914    | 13 août 1918      | Émile Pugeault                    | Préfet de la Lozère                                                                           | Nommé préfet du Doubs et meurt en fonction                                                           |
| 13 août 1918      | 22 janvier 1919   | Jean Grillon                      | Préfet de l'Allier                                                                            | Nommé préfet du Lot                                                                                  |
| 22 janvier 1919   | 16 février 1921   | Michel Maëstracci                 | Préfet de l'Ardèche                                                                           | Nommé préfet de la Haute-Vienne                                                                      |
| 16 février 1921   | 4 août 1931       | Lucien Tainturier                 | Préfet des Pyrénées-Orientales                                                                | À la disposition du ministre                                                                         |
| 4 août 1931       | 19 mai 1934       | Antoine Lemoine                   | Préfet de l'Ain                                                                               | Nommé préfet d'Indre-et-Loire                                                                        |
| 19 mai 1934       | 24 mars 1938      | Marie Alexandre Maurice George    | Secrétaire général de la Somme                                                                | Nommé préfet de la Sarthe                                                                            |
| 24 mars 1938      | 20 avril 1938     | Louis Lesueur                     | Chargé de la direction du fichier central et des services du 6e bureau de la sûreté nationale | Situation administrative d'agent spécial; Nommé directeur de l'hôpital psychiatrique de Ville-Évrard |
| 20 avril 1938     | 16 juin 1940      | Raoul Grimal                      | Sous-préfet de Béziers                                                                        | A la disposition du ministre de l'agriculture et du ravitaillement Albert Chichery                   |
| 16 juin 1940      | 17 septembre 1940 | Léon Gonzalve                     | Sous-préfet de Dunkerque à titre provisoire                                                   | Préfet à titre temporaire, et nommé préfet des Hautes-Pyrénées 3 mois plus tard                      |

### Régime de Vichy (1940-1944)
| Période           | Période          | Identité         | Fonction précédente                                  | Observation                                                                  |
| ----------------- | ---------------- | ---------------- | ---------------------------------------------------- | ---------------------------------------------------------------------------- |
| 17 septembre 1940 | 21 juin 1941     | René Faugère     | A la disposition du ministre des affaires étrangères | Supposé partir à la retraite le 25 décembre 1940, mais le décret est annulé. |
| 21 juin 1941      | 17 novembre 1944 | André Jacquemart | Préfet de la Corrèze                                 | Suspendu de ses fonctions                                                    |

### GPRF et Quatrième République (1944-1957)
| Période            | Période         | Identité             | Fonction précédente                                                    | Observation                                                    |
| ------------------ | --------------- | -------------------- | ---------------------------------------------------------------------- | -------------------------------------------------------------- |
| 22 août 1944       | 21 mars 1946    | Jean Georges Laporte | Secrétaire général de la préfecture de la Haute-Vienne                 | Nommé préfet du Morbihan délégué dans les fonctions            |
| mars 1946          | juin 1948       | Roger Gazier         | directeur de cabinet du préfet de la Seine                             | chargé de mission auprès du ministre Jules Moch                |
| 2 juin 1948        | 31 octobre 1951 | Robert Pissère       | Préfet de l'Ardèche                                                    | Nommé préfet du Cantal                                         |
| 31 octobre 1951    | 19 juin 1953    | Germain Vidal        | Directeur des renseignements généraux                                  | Directeur du cabinet du président du conseil Joseph Laniel     |
| 30 juillet 1953    | 5 août 1953     | Jean Poggioli        | Secrétaire général du Pas-de-Calais                                    | Détaché en qualité secrétaire général de la ville de Marseille |
| 5 août 1953        | 23 juillet 1956 | Raymond Deugnier     | Préfet du Gers                                                         | Nommé préfet des Côtes-du-Nord                                 |
| 1er septembre 1956 | 7 juin 1958     | Guy Léon Lamassoure  | En service détaché à la disposition du gouverneur général de l'Algérie | Nommé préfet de la Corse                                       |

### Cinquième République (depuis 1957)
| Période           | Période           | Identité              | Fonction précédente                                                                | Observation                                                                              |
| ----------------- | ----------------- | --------------------- | ---------------------------------------------------------------------------------- | ---------------------------------------------------------------------------------------- |
| 28 juillet 1958   | 22 octobre 1959   | Pierre Aubert         | Préfet de l'Aveyron                                                                | Nommé préfet du Jura                                                                     |
| 22 octobre 1959   | 8 juillet 1963    | André Dupuy           | Préfet du Gers                                                                     | Nommé préfet des Landes                                                                  |
| 8 juillet 1963    | 17 septembre 1965 | Pierre Lefranc        | Conseiller technique au secrétariat général de la Présidence de la République      | P.D.G. de la société financière de radio-diffusion                                       |
| 17 septembre 1965 | 13 décembre 1968  | Michel Aurillac       | Conseiller technique de Georges Pompidou (1963-1965)                               | Nommé secrétaire général de la préfecture de la région parisienne                        |
| 13 décembre 1968  | 14 juin 1973      | Jean Francis Philippe | Directeur du cabinet du secrétaire d'état André Bord                               | Nommé préfet de l'Essonne                                                                |
| 14 juin 1973      | 22 juillet 1974   | Christian Dablanc     | Secrétaire général du comité interministériel pour l'information                   | A la disposition du Secrétaire d'Etat aux DOM-TOM Olivier Stirn                          |
| 22 juillet 1974   | 25 avril 1977     | René Heckenroth       | Préfet délégué à la police auprès du préfet des Bouches-du-Rhône                   | En service détaché à la disposition du Secrétaire d'Etat aux anciens combattants         |
| 25 avril 1977     | 13 juillet 1979   | Hervé Bourseiller     | Préfet de la Guyane                                                                | Devient Trésorier-Payeur-Général du Lot                                                  |
| 13 juillet 1979   | 16 juillet 1981   | Dominique Le Vert     | Directeur du Cabinet du ministre de la santé                                       | Nommé préfet de la Vendée                                                                |
| 16 juillet 1981   | 22 juillet 1982   | Jacques Seval         | Préfet de la Réunion                                                               | Détaché en tant que conseiller technique au cabinet du Premier ministre Pierre Mauroy    |
| 22 juillet 1982.  | 7 juillet 1983    | Jean-Louis Dufeigneux | Sous-préfet hors classe                                                            | Nommé directeur central de la sécurité publique                                          |
| 7 juillet 1983    | 8 mars 1985       | Claude Bozon          |                                                                                    | Nommé préfet hors cadre                                                                  |
| 8 mars 1985       | 19 décembre 1988  | André Aubry-Lecomte   |                                                                                    | Au congé spécial                                                                         |
| 19 décembre 1988  | 1er août 1990     | Jean-René Garnier     |                                                                                    | Nommé préfet des Pyrénées-Orientales                                                     |
| 1er octobre 1990  | 13 décembre 1993  | Alain Rondepierre     | Directeur de la logistique de la police au ministère de l'intérieur                | Nomme préfet du Tarn                                                                     |
| 13 décembre 1993  | 30 novembre 1995. | Robert Pommiès        |                                                                                    | Nommé préfet de la Réunion                                                               |
| 30 novembre 1995  | 16 avril 1998     | Nicolas Theis         | Administrateur civil hors classe                                                   | Nommé préfet de l'Aube                                                                   |
| 16 avril 1998     | 21 juin 2000      | Jean-Claude Vacher    | Préfet de Lot-et-Garonne                                                           | Nommé préfet des Ardennes                                                                |
| 21 juin 2000      | 10 octobre 2002   | Anne Boquet           | Sous-directrice au ministère de l'intérieur                                        | Nommée directrice des affaires politiques, administratives et financières de l'outre-mer |
| 9 novembre 2002   | 17 février 2005   | Jean-François Tallec  |                                                                                    | Nommé préfet de l'Yonne                                                                  |
| 17 février 2005   | 1er février 2007  | François Philizot     | Directeur adjoint au délégué à l'aménagement du territoire et à l'action régionale | Nommé préfet du Tarn                                                                     |
| 1er février 2007  | 24 juillet 2009   | Jacques Millon        | Préfet des Alpes-de-Haute-Provence                                                 | Nommé préfet de la Charente                                                              |
| 24 juillet 2009   | 11 novembre 2010  | Philippe Derumigny    | Sous-préfet de Mulhouse                                                            | Nommé préfet de la Haute-Savoie                                                          |
| 11 novembre 2010  | 31 juillet 2012   | Xavier Peneau         | Administrateur civil hors classe                                                   | Nommé préfet hors cadre                                                                  |
| 1er aout 2012     | 10 octobre 2014   | Jérôme Gutton         | Sous-préfet de Dunkerque                                                           | Nommé préfet des Deux-Sèvres                                                             |
| 10 octobre 2014   | 23 mai 2016       | Alain Espinasse       | Secrétaire général de la préfecture de l'Essonne                                   | Nommé Directeur à l'administration centrale du ministère de l'intérieur                  |
| 23 mai 2016       | 24 octobre 2018   | Seymour Morsy         | Préfet de Mayotte                                                                  | Nommé préfet de la Haute-Vienne                                                          |
| 24 octobre 2018   | mars 2021         | Thierry Bonnier       | Directeur de cabinet du Ministre de l'Intérieur                                    | Nommé préfet de l'Aude                                                                   |
| 8 mars 2021       |                   | Stéphane Bredin       | Directeur de l'Administration pénitentiaire                                        |                                                                                          |

## Sources
- IUT de l’Indre, Préfecture de l’Indre, CD-ROM édité par la Préfecture de l’Indre à l’occasion du bicentenaire (17 février 2000)

1. ↑  « FLEURY, Alphonse Pierre Louis », sur Archives nationales (consulté le 12 décembre 2019).
2. ↑  « DUFRAISSE, Marc Etienne », sur Archives nationales (consulté le 12 décembre 2019).
3. ↑  Bernard Moreau, Marianne bâillonnée : les républicains de l’Indre et le coup
 d’État du 2 décembre 1851, Chaillac : Points d’Æncrage, 2002. 109 p.,  (ISBN 2-911853-05-9), p. 9 et 106
4. ↑  « BIGOT, Charles Jules », sur Archives nationales (consulté le 12 décembre 2019).
5. ↑  « CANTONNET, Jean Joseph Adolphe », sur Archives nationales (consulté le 12 décembre 2019).
6. ↑  « DECAZES, Michel Edmond », sur Archives nationales (consulté le 12 décembre 2019).
7. ↑  « SAZERAC DE FORGE, Nicolas François Marie Léonide Henry », sur Archives nationales (consulté le 12 décembre 2019).
8. ↑  « PATINOT, Charles Philippe Georges », sur Archives nationales (consulté le 12 décembre 2019).
9. ↑  « PICQUET DIT PICQUET-DAMESME, Marie Joseph », sur Archives nationales (consulté le 12 décembre 2019).
10. ↑  « DELASALLE, Louis Albert », sur Archives nationales (consulté le 12 décembre 2019).
11. ↑  « DANICAN-PHILIDOR, Eugène », sur Archives nationales (consulté le 12 décembre 2019).
12. ↑  « LE MALLIER, Gustave Louis Nicolas », sur Archives nationales (consulté le 12 décembre 2019).
13. ↑  « PROUDHON, Victor », sur Archives nationales (consulté le 12 décembre 2019).
14. ↑  « REBOUL, Jean Louis Emile », sur Archives nationales (consulté le 12 décembre 2019).
15. ↑  « PEAUDECERF, Jacques Valentin », sur Archives nationales (consulté le 12 décembre 2019).
16. ↑  « LEPINE, Louis Jean-Baptiste », sur Archives nationales (consulté le 12 décembre 2019).
17. ↑  « LAURANCEAU, André », sur Archives nationales (consulté le 12 décembre 2019).
18. ↑  « ALAPETITE, Gabriel Ferdinand », sur Archives nationales (consulté le 12 décembre 2019).
19. ↑  « PATAULT, Jacques Émile Jean », sur Archives nationales (consulté le 12 décembre 2019).
20. ↑  « JUILLET-SAINT-LAGER, Ferdinand Marie Lionel », sur Archives nationales (consulté le 12 décembre 2019).
21. ↑  « CASSAGNEAU, Jean Joseph Félix », sur Archives nationales (consulté le 12 décembre 2019).
22. ↑  « LEM, Aimé Charles Alphonse Laurent Louis Gaston », sur Archives nationales (consulté le 12 décembre 2019).
23. ↑  « LIEGEY, Louis Nicolas Pierre », sur Archives nationales (consulté le 12 décembre 2019).
24. ↑  « MORAIN, Benoît Alfred », sur Archives nationales (consulté le 12 décembre 2019).
25. ↑  « VITRY, César Émilien François Urbain », sur Archives nationales (consulté le 12 décembre 2019).
26. ↑  « PUGEAULT, Charles Jean-Baptiste Émile », sur Archives nationales (consulté le 12 décembre 2019).
27. ↑  « GRILLON, Jean Charles Paul », sur Archives nationales (consulté le 12 décembre 2019).
28. ↑  « MAESTRACCI, Michel », sur Archives nationales (consulté le 12 décembre 2019).
29. ↑  « TAINTURIER, Léon Denis Lucien », sur Archives nationales (consulté le 12 décembre 2019).
30. ↑  « LEMOINE, Antoine Jean Marcel », sur Archives nationales (consulté le 12 décembre 2019).
31. ↑  « GEORGE, Marie Alexandre Maurice », sur Archives nationales (consulté le 12 décembre 2019).
32. ↑  « LESUEUR, Louis Henry Armand », sur Archives nationales (consulté le 12 décembre 2019).
33. ↑  « GRIMAL, Raoul Jean Louis », sur Archives nationales (consulté le 12 décembre 2019).
34. ↑  « GONZALVE, Léon Auguste Noël », sur Archives nationales (consulté le 12 décembre 2019).
35. ↑  « FAUGERE, René Louis Etienne », sur Archives nationales (consulté le 12 décembre 2019).
36. ↑  « JACQUEMART, André François Jules », sur Archives nationales (consulté le 12 décembre 2019).
37. ↑  « LAPORTE, Jean Georges Marcel », sur Archives nationales (consulté le 12 décembre 2019).
38. ↑  « GAZIER, Roger », sur Archives nationales (consulté le 25 janvier 2023).
39. ↑  « PISSERE, Robert Élie », sur Archives nationales (consulté le 12 décembre 2019).
40. ↑  « VIDAL, Germain Laurent Clovis », sur Archives nationales (consulté le 12 décembre 2019).
41. ↑  « POGGIOLI, Jean Rosalinde Robert », sur Archives nationales (consulté le 12 décembre 2019).
42. ↑  « DEUGNIER, Raymond Jean Edmond », sur Archives nationales (consulté le 12 décembre 2019).
43. ↑  « LAMASSOURE, Guy Léon », sur Archives nationales (consulté le 12 décembre 2019).
44. ↑  « AUBERT, Pierre Joseph Georges », sur Archives nationales (consulté le 12 décembre 2019).
45. ↑  « DUPUY, André Prosper Aimable Robert », sur Archives nationales (consulté le 12 décembre 2019).
46. ↑  « LEFRANC, Pierre Abel Georges Augustin », sur Archives nationales (consulté le 12 décembre 2019).
47. ↑  « AURILLAC, Michel Jean », sur Archives nationales (consulté le 12 décembre 2019).
48. ↑  « PHILIPPE, Jean Francis », sur Archives nationales (consulté le 12 décembre 2019).
49. ↑  « DABLANC, Christian Paul Louis », sur Archives nationales (consulté le 12 décembre 2019).
50. ↑  « HECKENROTH, René Marie Georges », sur Archives nationales (consulté le 12 décembre 2019).
51. ↑  « BOURSEILLER, Hervé Pierre », sur Archives nationales (consulté le 12 décembre 2019).
52. ↑  « LE VERT, Dominique Jean Louis », sur Archives nationales (consulté le 12 décembre 2019).
53. ↑  « SEVAL, Jacques Jean Frédéric », sur Archives nationales (consulté le 12 décembre 2019).
54. ↑  Décret du 22 juillet 1982
55. 1 2  Décret du DD MM YYYY portant promotion et nomination
56. 1 2  Décret du 8 mars 1985 PORTANT CESSATION DE FONCTIONS ET NOMINATION (CORPS PREFECTORAL)
57. 1 2  Décret du 19 décembre 1988 PORTANT MISE EN CONGE SPECIAL ET NOMINATION DE PREFETS
58. ↑  Décret du 1er août 1990 portant nomination d'un préfet
59. ↑  Décret du 1er octobre 1990 portant nomination d'un préfet
60. 1 2  Décret du 13 décembre 1993 PORTANT NOMINATION DE PREFETS
61. 1 2  Décrets du 30 novembre 1995 portant nomination de préfets
62. ↑  Décret du 16 avril 1998 portant nomination d'un préfet
63. ↑  Décret du 16 avril 1998 portant nomination d'un préfet
64. ↑  Décret du 21 juin 2000 portant nomination d'un préfet
65. ↑  Décret du 21 juin 2000 portant nomination d'une préfète
66. ↑  Décret du 10 octobre 2002 portant nomination d'une directrice à l'administration centrale du ministère de l'outre-mer
67. ↑  Décret du 17 février 2005 portant nomination d'un préfet
68. ↑  Décret du 17 février 2005 portant nomination d'un préfet
69. ↑  Décret du 1er février 2007 portant nomination du préfet du Tarn - M. Philizot (François)
70. ↑  Décret du 1er février 2007 portant nomination du préfet de l'Indre - M. Millon (Jacques)
71. ↑  Décret du 24 juillet 2009 portant nomination du préfet de la Charente - M. MILLON (Jacques)
72. ↑  Décret du 24 juillet 2009 portant nomination du préfet de l'Indre - M. DERUMIGNY (Philippe)
73. ↑  Décret du 11 novembre 2010 portant nomination du préfet de la Haute-Savoie - M. DERUMIGNY (Philippe)
74. ↑  Décret du 11 novembre 2010 portant nomination du préfet de l'Indre - M. PENEAU (Xavier)
75. ↑  Décret du 1er août 2012 portant nomination d'un préfet hors cadre - M. Péneau (Xavier)
76. ↑  Décret du 1er août 2012 portant nomination du préfet de l'Indre - M. Gutton (Jérôme)
77. ↑  Décret du 10 octobre 2014 portant nomination du préfet des Deux-Sèvres - M. GUTTON (Jérôme)
78. ↑  Décret du 10 octobre 2014 portant nomination du préfet de l'Indre - M. ESPINASSE (Alain)
79. ↑  Décret du 6 mai 2016 portant nomination d'un directeur à l'administration centrale du ministère de l'intérieur - M. ESPINASSE (Alain)
80. ↑  Décret du 6 mai 2016 portant nomination du préfet de l'Indre - M. MORSY (Seymour)
81. ↑  Décret du 24 octobre 2018 portant nomination du préfet de la Haute-Vienne - M. MORSY (Seymour)
82. ↑  Jonathan Landais, « Seymour Morsy, nouveau préfet de l'Indre », francebleu.fr, 4 mai 2016 (consulté le 4 mai 2016)
83. ↑  Décret du 24 octobre 2018 portant nomination du préfet de l'Indre - M. BONNIER (Thierry)